# Vedrin
Vedrin (prononcé [vədʁɛ̃] ; en wallon Vedrén) est une section de la ville belge de Namur situé en Wallonie dans la province de Namur. C'était une commune à part entière avant la fusion des communes de 1977. 
Vedrin est bordé par Saint-Servais, Saint-Marc, Daussoulx, Cognelée, Champion, Bouge et Namur centre. Plusieurs hameaux et quartiers composent Vedrin, dont l'Arquet, le Transvaal, les Comognes, le Centre, Frizet ou le Rond-Chêne.
Bien que rattaché à une ville importante, le village a gardé un caractère champêtre : il est traversé par deux ruisseaux, le Frizet et l'Arquet.

## Toponymie
Le nom de Vedrin semble venir de l'anthroponyme germanique Winthari ou gallo-romain Veterinus (dérivé du latin vetus, vieux) avec donc le sens premier de "propriété de Winthari/Veterinus". Vedrin est mentionné sous la forme de Vindrinio en 839, Vendraco en 1134 et Venderen en 1198.

## Démographie
- Sources:INS, Rem:1831 jusqu'en 1970=recensements, 1976= nombre d'habitants au 31 décembre

## Histoire

### Ancien régime
Sous l'ancien régime, le territoire actuel de Vedrin a accueilli trois seigneuries foncières qui étaient : Celles (Vedrin centre), Berlacomine (l'actuelle ferme est une subsistance du château) et Frizet en plus d'autres fiefs de moindres importances. A la fin de l'ancien régime, on vit apparaître à Vedrin des seigneuries hautaines ou banales, c'est-à-dire que les seigneurs pouvaient rendre la haute justice. à l'époque de la révolution française, les seigneuries foncière et hautaine de Berlacomine étaient réunies dans la maison de Ponty, la seigneurie hautaine de Vedrin appartenait à la veuve du seigneur de Romrée de Vichenet et la seigneurie foncière de Celles appartenait à la famille de Montpellier.

#### Celles
Celles, dont l'étymologie évoque la présence d'un ermitage à une époque reculée, fut la première seigneurie à voir le jour sur le sol de Vedrin. le premier seigneur fut Jean de Libines, dit de Celles, qui en fit relief auprès du comte de Namur en 1357. Il semblerait qu'il ne faille pas confondre ce Jean de Libines avec son homonyme et contemporain, Jean de Libines, seigneur de Libenne (à Profondeville) et Bailly de Bouvignes puis du comté de Namur. Après la famille de Libines, diverses familles nobles ou bourgeoises se succédèrent à la tête de cette seigneurie. Gilles Bouhon l'acquiert en 1691. En 1771, elle passe par héritage à Lambertine-Thérèse de Vivier, épouse de Charles-Alexis de Montpellier, dernier seigneur de Celles sous l'ancien régime. La famille de Montpellier posséda le château jusqu'en 1962, année où il fut vendu puis détruit pour laisser la place à un lotissement. Le porche d'entrée du domaine, surmonté des armoiries Montpellier-Mengin Fondragon en est un vestige.

## Héraldique

La commune de Vedrin n'eut jamais de blason, un projet d'armoiries avait néanmoins été proposé peu avant la fusion des communes en 1977. Ces armoiries étaient un assemblages des écus des deux derniers seigneurs hautains de Vedrin : Marie-Constance-Augustine de Ponty (sœur du dernier seigneur François-Marie-Philippe qui était mort sans héritiers), dame de Berlacomine, et Louise-Thérèse-Joseph d'Auxy (veuve du dernier seigneur Jacques-Antoine-Emmanuel-Albert de Romrée de Vichenet), dame de Vedrin.
ces armes se blasonnent comme suit : "Deux écus ovales géminés. Celui de dextre (celui de Louise-Thérèse-Joseph d'Auxy) : parti : au 1 d'azur à  un chameau d'or, bouclé d'un anneau du même auquel est attachée une bride de gueules, couronné du même et accompagné de trois étriers à l'antique d'argent, liés d'or, qui est de Romrée ; au 2 échiqueté d'or et de gueules de cinq tires, chacune de cinq points,  qui est d'Auxy. Celui de senestre (celui de Marie-Constance-Augustine de Ponty) : parti : au 1 d'azur fretté d'argent, qui est de La Motte de Broöns de Vauvert, au 2 d'azur à trois étoiles à six rais d'or, une en chef à sénestre et deux en pointe, au franc-quartier d'or, chargée d'un lion de sable, armé, lampassé et couronné de gueules, qui est de Ponty".

## Patrimoine et culture
- L'église Notre-Dame du Mont-Carmel est l'église paroissiale de Vedrin Centre. Construite en style néo-gothique datant de 1844[4].
- L'église Sacré-Cœur et Saint-Charles est l'église paroissiale des Comognes.
- Monastère Orthodoxe de la Protection de la Mère de Dieu (ancien monastère de la Résurrection, des sœurs bénédictines de rite byzantin).
- Ancienne église paroissiale Saint-Martin. De style gothique, le chœur et les quatre dernières travées de la grande nef datent de la seconde moitié du XVIe siècle. L’avant-porche remonte quant à lui aux origines de la Belgique : 1831. L'édifice est à l'abandon depuis 1892 et sa toiture s'est effondrée après la première guerre mondiale[5]. Le site est classé depuis 1958.
- Calvaire de Frizet. Datant de 1905, le calvaire abritait un Christ en bois peint datant de la première moitié du XVIe siècle[6]. Dans les années 1990, le calvaire a été détruit par une tempête, tandis que le Christ fut restauré par la Fondation Roi Baudouin et déposé dans l'église Notre Dame du Mont-Carmel depuis 1993. En 1998, une statue en plâtre fut placé dans le calvaire mais celle-ci a vite été détruite par les intempéries et le vandalisme. Un nouveau Christ en croix, conçu par l'artiste local Guy Leclercq, sera placé dans le calvaire le 10 avril 2009. Le calvaire de Frizet est un site classé.
- Le bâtiment de l'ancienne mine de pyrite, dans laquelle la Compagnie Intercommunale Bruxelloise des Eaux (CIBE), devenu en 2006 VIVAQUA, gère un important captage d'eau potable depuis 1946.
- La tour Belgacom de Vedrin[7]. D'une hauteur de 171 mètres, elle était surmontée d'une flèche parafoudre de 8 mètres. Elle constituait un important relais hertzien pour la zone de Namur-nord. Cette tour a été volontairement détruite le 3 mars 2016 par dynamitage.
- Ferme du Château. Voisine du château de Celle, siège d'une seigneurie qui remontait au XIVe siècle aujourd'hui détruit. Ferme clôturée du XVIIIe siècle et en grande partie reconstruite au XIXe siècle[4].
- Ferme de Berlacomine, ancienne seigneurie qui est citée au XVe siècle, acquise en 1620 par les Gozée, seigneurs de Balâtre et passée par testament en 1751 à la famille Ponty. Datant principalement du dernier tiers du XVIIe siècle[8].
- Ferme du Frizet. A l'époque le siège d'une seigneurie foncière dépendant de la cour féodal de Marbais, puis propriété des Dave[9].
- Château du Rond-Chêne. Cité à la fin du XVIe siècle comme bien d'Hercule de Jamblinne, seigneur de Doyon et chanoine de Saint-Aubain à Namur qui est passée au début du XIXe siècle aux familles Becquet de Severin, puis de Montpellier, Latour et Capelle dont les bâtiments remontent à la première moitié du XVIIIe et au XIXe siècle[10].

### Culture

#### Folklore et traditions
- Les Volontaires de 1830 : Les volontaires de 1830 sont vêtus de sarraus bleus et sont armés. Ce groupe commémore la bataille héroïque de quelques Vedrinois lors de la bataille pour l'indépendance de la Belgique en 1830 (voir révolution belge de 1830). Le 1er octobre 1830, menés par Constant Henri de Montpellier de Vedrin, les habitants de Vedrin marchent sur Namur et plus particulièrement la Porte Saint-Nicolas. Aidés par les volontaires de Sclayn, d'Andenne et de Namur, ils arrivent à déloger les Hollandais de leur position. À la suite de cet exploit, la ville de Namur remit un drapeau d'honneur à la commune de Vedrin. Les volontaires de 1830 escortent ce drapeau lors des fêtes de Wallonie
- Les Marcheurs de Saint-Éloi : c'est en 1970 que des habitants de Vedrin se réunissent pour fonder la compagnie de la « Marche Saint-Eloi ». Cette troupe est composée de « Grenadiers » vedrinois en commémoration de la dernière bataille de Napoléon, celle de Waterloo en 1815, et de la retraite des troupes françaises vers Namur. Chaque année, au 1er mai, les "Grenadiers" marcheurs déambulent dans les rues de Vedrin.

Les volontaires de 1830 et la marche Saint-Eloi font partie de Folknam.

## Économie

### Agriculture

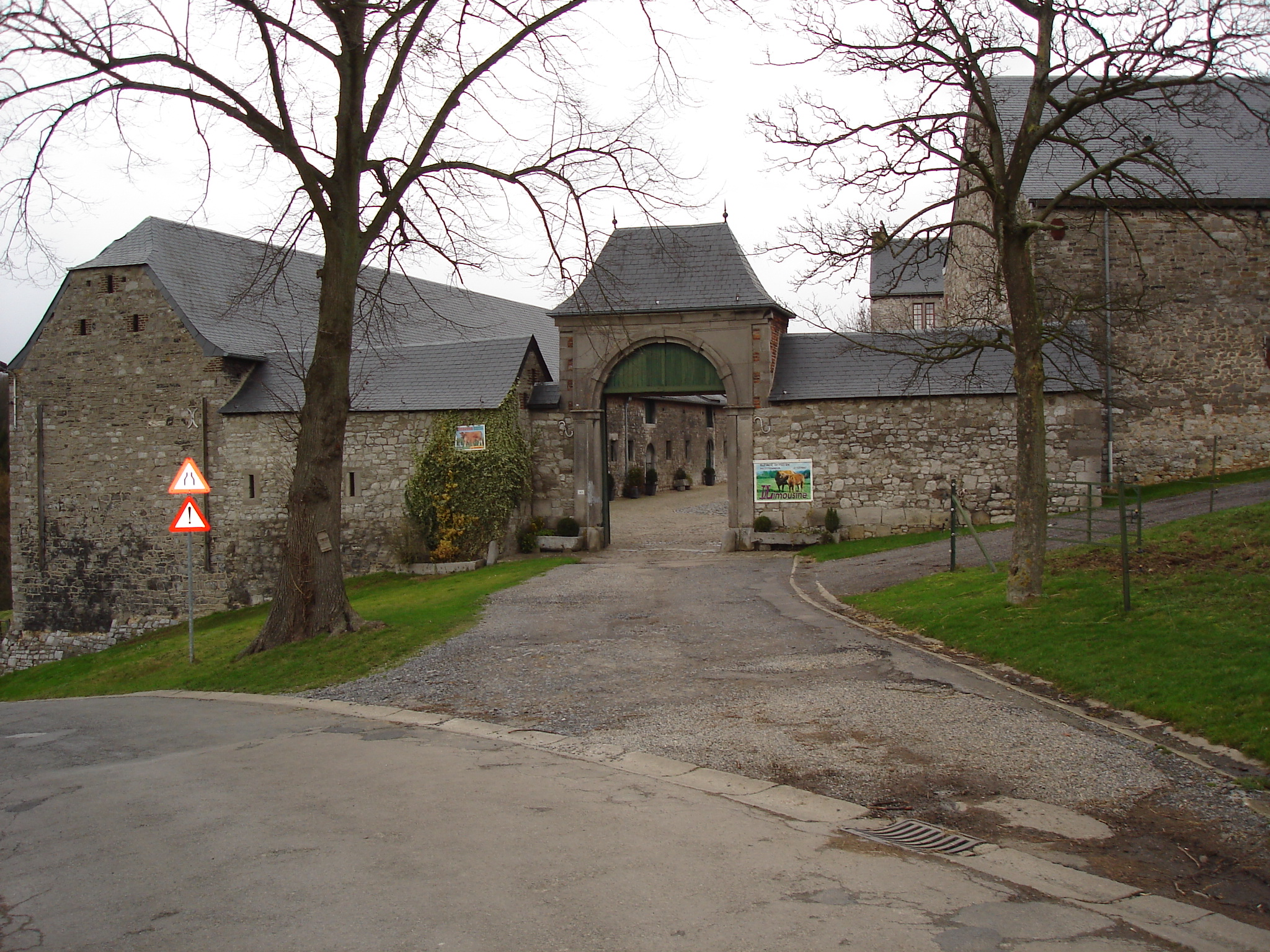
Ferme de Frizet.

Vedrin possède trois fermes principales. Il y a les fermes de Berlacomine et de Frizet ainsi que la ferme du Parc du Château, dans Vedrin Centre.
Les fermiers de Berlacomine et Frizet ont choisi la vache de race Limousine qui offre un élevage naturel. Cette race réunit des qualités d’élevage exceptionnelles et des aptitudes bouchères remarquables. Cette race équilibrée permet donc aux éleveurs naisseurs et/ou engraisseurs de mieux vivre de la production de viande bovine.

## Jumelage
Vedrin est jumelé avec la commune française de Longuenesse, dans le Pas-de-Calais (France).

## Sports et loisirs

### Sports
Principaux clubs de sports à Vedrin :
- TT VedriNamur : le TT VedriNamur est un club de tennis de table dont ses activités sont liées à chaque club, à savoir les rencontres de championnat, de coupe et les entrainements.

- Vélo Club Vedrin : ce club rassemble des pratiquants du cyclotourisme et du VTT loisir. Chaque année, le club organise une dizaine de rencontres cyclotouristiques, avec des kilométrages et difficultés variés.

- Royal Arquet Football Club : Le Royal Arquet FC est un club de football dans la région namuroise pour la formation des jeunes. Ce club, fusion de CS Comognes et de L'Étoile Filante de Champion juste après la Seconde Guerre mondiale, a reçu en 1995 l'appellation de "Royal", dévolue aux clubs qui ont plus de 50 ans d'existence.  Il tire son nom d'un ruisseau vedrinois : l'Arquet.

### Loisirs
- Vedrin est traversé par le RAVeL. Les travaux d'asphaltage ont été réalisés en 1998 sur l'ancienne ligne de chemin de fer 142, reliant Namur à Tirlemont. Les rails avaient été enlevés en 1986 et avaient fait place à de la cendrée. Un comité de défense de la ligne 142 s'est constitué en 1997 lors de l'annonce du projet d'asphaltage. En vain! Le RAVeL fait désormais le plaisir des joggeurs, des VTTistes et des cavaliers.

- De nombreux Vedrinois possèdent des colombiers et participent à des concours internationaux de colombophilie.